# 天阴三
天阴三，即白羊座τ2（τ2 Ari, τ2 Arietis），是一个位于白羊座的联星系统，它距离地球约319光年。
天阴三主星天阴三A是一颗橙色K-型巨星，视星等为+5.10。天阴三B在天球距离天阴三A0.5角秒，视星等为+8.5。
白羊座τ2在中国星官系统中属于西方白虎七宿中昴宿的星官天阴第三星，因此被称为天阴三。